# Rondônia
Rondônia is een van de 26 deelstaten van Brazilië.
De staat met de standaardafkorting RO heeft een oppervlakte van ca. 237.591 km² en ligt in de regio Noord. Rondônia grenst aan Bolivia in het zuiden en westen en aan de staten Acre in het westen, Amazonas in het noorden en Mato Grosso in het oosten. In 2017 had de staat 1.805.788 inwoners. De hoofdstad is Porto Velho. De staat is genoemd naar de Braziliaanse militair en avonturier Cândido Rondon die vooral bekend werd wegens zijn omgang met de inheemse bevolking zoals de Bororo in de Mato Grosso.
De staat heeft 0,8% van de Braziliaanse bevolking en produceert 0,6% van het BBP van het land.

## Bestuurlijke indeling
De deelstaat Rondônia is ingedeeld in 2 mesoregio's, 8 microregio's en 52 gemeenten.

## Belangrijkste steden
| Positie                                         | Stad                  | Bevolking |
| ----------------------------------------------- | --------------------- | --------- |
| 1                                               | Porto Velho           | 519.436   |
| 2                                               | Ji-Paraná             | 132.667   |
| 3                                               | Ariquemes             | 107.345   |
| 4                                               | Vilhena               | 95.630    |
| 5                                               | Cacoal                | 88.507    |
| 6                                               | Rolim de Moura        | 57.074    |
| 7                                               | Jaru                  | 55.871    |
| 8                                               | Guajará-Mirim         | 47.451    |
| 9                                               | Ouro Preto do Oeste   | 39.759    |
| 10                                              | Machadinho d'Oeste    | 38.609    |
| 11                                              | Buritis               | 39.044    |
| 12                                              | Pimenta Bueno         | 38.051    |
| 13                                              | Espigão d'Oeste       | 33.030    |
| 14                                              | Alta Floresta d'Oeste | 25.437    |
| 15                                              | São Miguel do Guaporé | 24.181    |
| Bron: (pt) IBGE - Populatie volgens census 2017 |                       |           |

## Economie

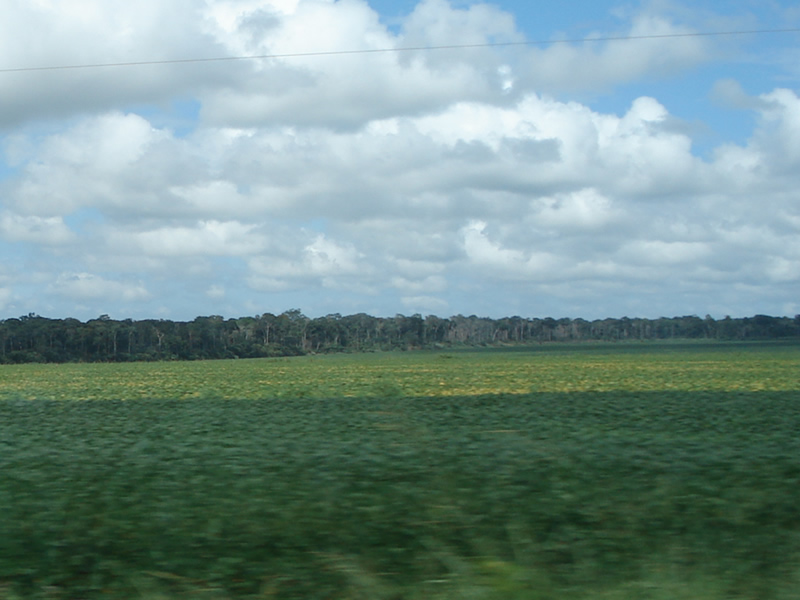
Sojabonen in Ji-Paraná

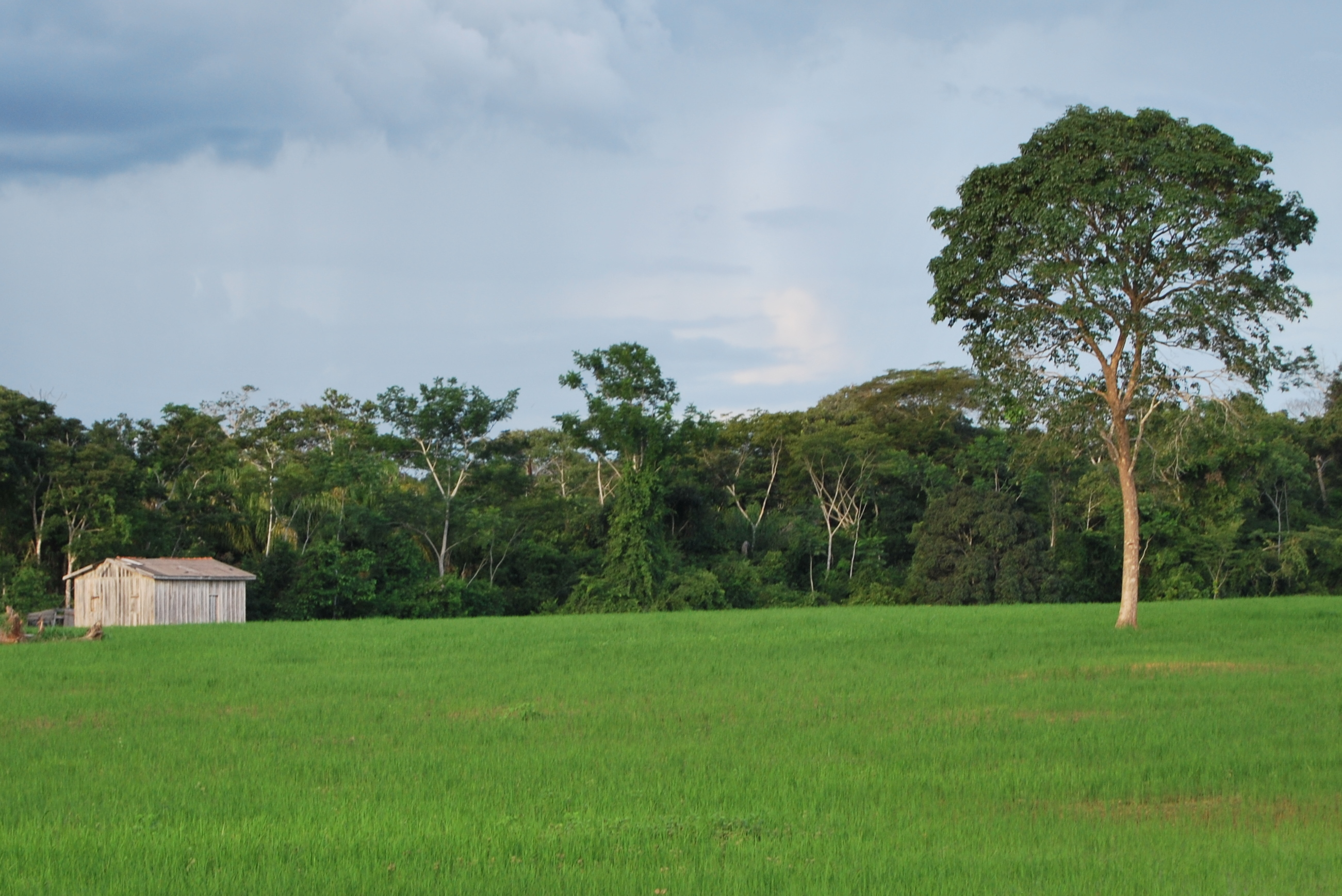
Rijst in Presidente Médici

De economie van de staat Rondônia heeft als belangrijkste activiteiten landbouw, veeteelt, voedingsindustrie en plantaardige en delfstoffenwinning. In 2016 bereikte het bbp van de staat R $ 39,451 miljard. De exportmand bestaat voornamelijk uit bevroren rundvlees (43,43%), soja (32,77%), ruw tin (7,08%), gezaagd hout (2,36%) en eetbare ingewanden (2,02%). 
Vanaf de jaren zeventig trok de staat boeren uit het zuid-centrale deel van het land aan, gestimuleerd door de kolonisatieprojecten van de federale overheid en de beschikbaarheid van goedkope en vruchtbare grond. De ontwikkeling van landbouwactiviteiten heeft het gebied omgevormd tot een van de belangrijkste landbouwgebieden van het land en een van de meest welvarende en productieve regio's in het noorden van Brazilië. De staat valt op door de productie van koffie, cacao, bonen (2de grootste producent in het noorden), maïs, sojaboon, rijst en cassave. Ondanks het grote productievolume en het kleine grondgebied naar de maatstaven van de regio (7 keer kleiner dan Amazonas en 6 keer kleiner dan Pará), heeft Rondônia nog steeds meer dan 60% van zijn natuur volledig bewaard.
In de productie van koffie was Rondônia in 2019 de 5e grootste producent van het land, zijnde de 2e grootste producent van Coffea canephora, met in totaal 2,3 miljoen zakken van 60 kg koffie (bijna 138 duizend ton) dit jaar. 
In sojaboon oogstte Rondônia in de Braziliaanse oogst van 2019 1,2 miljoen ton, 3e in de regio Noord.
In 2019 produceerde de staat 805 duizend ton maïs, de op een na grootste productie in de noordelijke regio, en verloor alleen aan Tocantins.
In de productie van cassave produceerde Brazilië in 2018 in totaal 17,6 miljoen ton. Rondônia was de elfde grootste producent van het land, met 583 duizend ton.
In 2018 produceerde Rondônia 124 duizend ton rijst en was hiermee de 3de grootste producent in de regio Noord.
Bij de productie van cacao concurreert Pará met Bahia om de leiding over de Braziliaanse productie. In 2019 oogstte Pará 135 duizend ton cacao, en Bahianen 130 duizend ton. Rondônia is de op twee na grootste cacaoproducent van het land, met een oogst van 18.000 ton in 2017.
In 2017 had de staat een veekudde van 14.098.031 stuks (73,37% voor rundvlees en de rest voor zuivel), de op een na grootste kudde in het noorden, de tweede alleen na Pará en de zesde grootste in het land, 5e in vleesexport en 8e in melkproductie.  De melkproductie van de staat bedroeg in 2018 ongeveer 800 miljoen liter, de grootste producent in het noorden.
In 2017 had Rondônia 0,62% van de nationale mineralenparticipatie (8e plaats in het land). Rondônia produceerde tin (10,9 duizend ton met een waarde van R $ 333 miljoen), goud (1 ton met een waarde van R $ 125 miljoen), niobium (in de vorm van columbita-tantalita) (3,5 duizend ton tegen R $ 24 miljoen), en zink in bruto vorm (26 duizend ton tegen R $ 27 miljoen). Bovendien wordt er granaat gedelfd.
Rondônia had in 2017 een industrieel bbp van R $ 8,2 miljard, wat overeenkomt met 0,7% van de nationale industrie. Het heeft 49.944 werknemers in de industrie. De belangrijkste industriële sectoren zijn: industriële diensten van openbaar nut, zoals elektriciteit en water (54,4%), bouw (19,2%), voeding (17,6%), hout (1,8%) en niet-metaalhoudende mineralen (1,2%). Deze 5 sectoren concentreren 94,2% van de industrie van de staat.

## Galerij

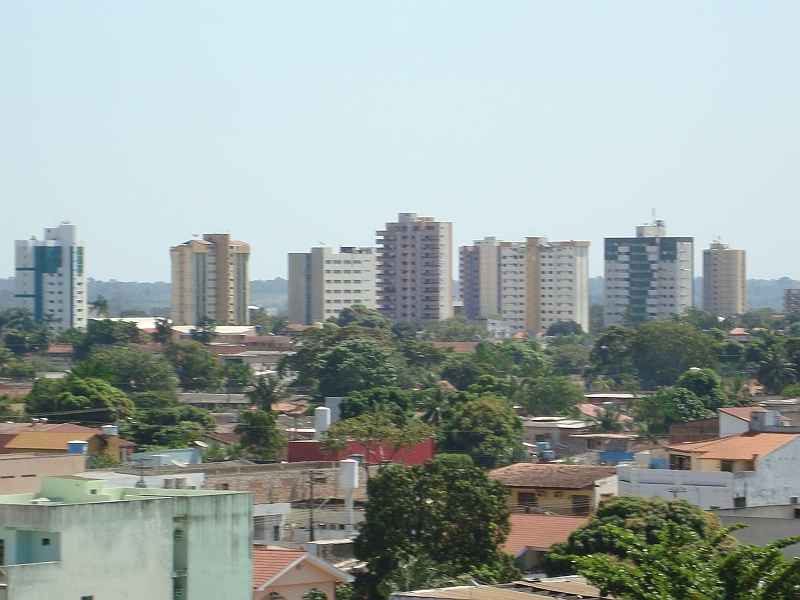
1 - Porto Velho.
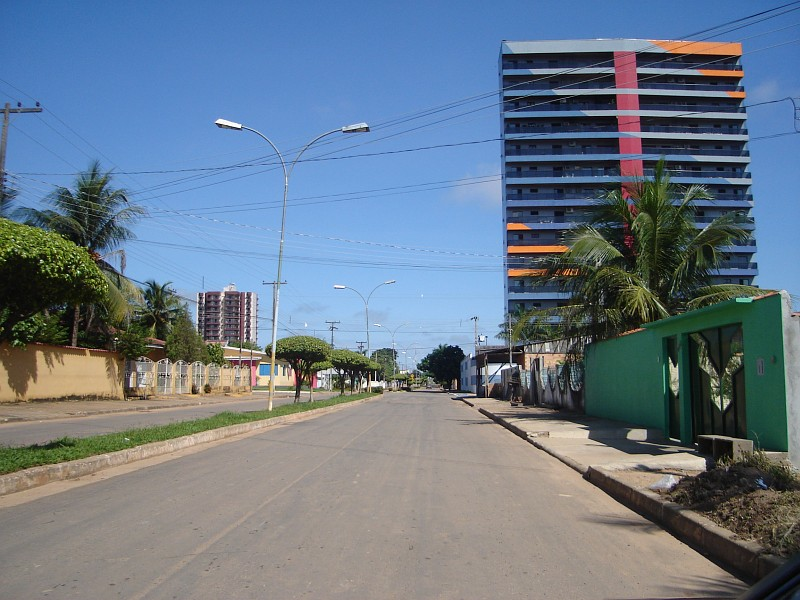
2 - Ji-Paraná.
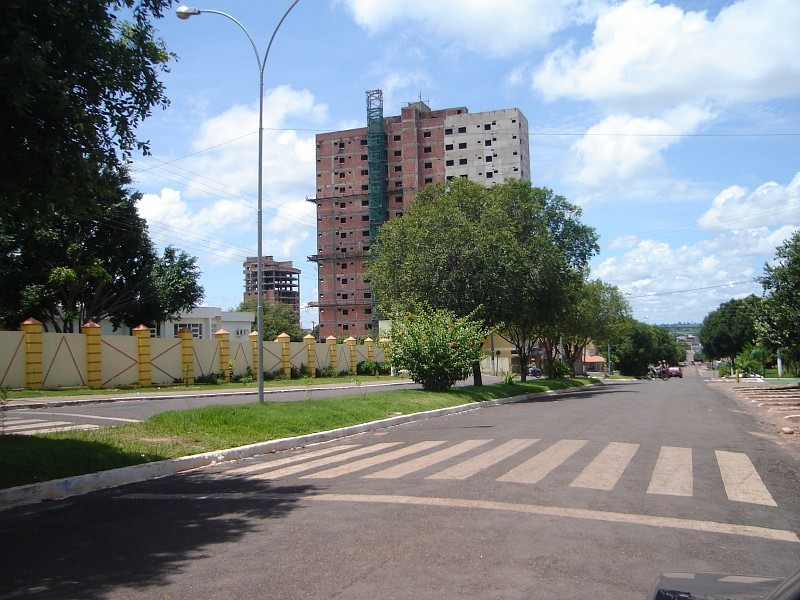
5 - Cacoal.